# Actinidia laevissima
Actinidia laevissima är en tvåhjärtbladig växtart som beskrevs av Chou Fen g Liang. Actinidia laevissima ingår i släktet aktinidiasläktet, och familjen Actinidiaceae. Inga underarter finns listade i Catalogue of Life.